# Cilacap
Cilacap (pronunțat /ʧi'la.ʧap/) este un oraș din Indonezia, de mărime medie, cu o populație de 214,300 locuitori (2005) și o suprafață de 2.142,50 km², situat în provincia Java Centrală la granița cu Java de Vest. Este un oraș industrializat și are un important port cu apa adâncă pe coasta de sud a insulei Java.
În timpul celui de-al Doilea Război Mondial, Cilacap a fost unul dintre punctele de plecare spre Australia, cu vaporul sau cu hidroavionul, al celor care fugeau de invazia japoneză.
La intrarea în vechiul port se găsește Benteng Pendem, un impresionant complex de fortărețe. Este eronat recunoscut ca fiind un port portughez pentru că de fapt a fost construit de către olandezi între anii 1861 și 1879. Este unul dintre cele mai bine păstrate fortărețe din Java, cu barăci și camere de arme intacte. Tunelurile se pot explora, iar unul dintre ele sfârșește în Oceanul Indian.
Din acest port se vede insula Nusakambangan unde se află una din cele mai impresionante închisori ale Indoneziei.
1. ↑  Indonesian Minister of Home Affairs Decree 100.1.1-6117 Of 2022[*], p. 1608 Verificați valoarea |titlelink= (ajutor)